# 参与型经济
参与型经济（Participatory economics，简称）是一个还在设想阶段的经济体制。该体制通过平等参与来作经济决定，引导一个社会的资源配置和消费。该体制的目标是替代当代资本主义市场经济和中央计划经济体制。最早由美国的政治活动家、理论家迈克尔·阿尔伯特（Michael Albert）和分析马克思主义经济学家罗宾·汉内尔（Robin Hahnel）在80-90年代提出和发展。
参与型经济的基本价值观是在参与的范围内落实平等、团结、多元和实际上自我管理的原则。建议主要通过以下原则和机构实现这些目标：
- 劳动者和消费者协会通过自我管理来决策；
- 综合、平衡的工作
- 根据个人作出的努力和牺牲决定报酬
- 参与性规划

阿尔伯特和汉内尔强调，参与型经济作为一个另类经济理论，必须和同等重要的政治、文化和血缘方面的另类远见一并存在。Stephen R. Shalom已经开始了“参与政治”（称为"parpolity"）方面的研究。有些 无政府主义人士还讨论了在政治领域、多文化主义和女性主义领域的家庭和两性关系方面的未来可能。
在汉内尔的社会主义模式中，每个人需要经常将信息（包括未来的消费意愿）通过网络收集起来，用于经济决策，人人都能成为生产合作者、消费合作者。

## 参与型经济的体制

### 决策原则
参与型经济的主要论点之一，是人在社会经济决定过程中应该有和自己受影响成正比的发言权。例如，如果一张桌子是某个人自用的，那么他应该对该桌的组织有全面控制（在对他人没有重大不良影响的前提下）。同样的逻辑意味着，在更广泛的社会互动情况下，决策权将更分散在受影响较大的人中。比如汉内尔举污染的例子：
「如果只有华盛顿二区居民受到释放污染物的影响，那么有关区域是华盛顿二区。如果代表华盛顿全体居民的联邦认为污染影响全城居民，那么有关区域就是华盛顿全城。上述年度规划程序，假设的是遭受不良后果的只有目前该地区居民。虽然有些污染物来是这样，另一些污染则转嫁很多代价到后代的头上。所以后代的利益必须也在长期过程中，通过一个积极环保运动得到保护..." 」。」
这一决策原则通常称为自我管理。 该原则在参与型经济中取代了主流经济思想中的经济自由概念。参与型经济作者们认为后者不足并且有误导倾向：它不能在人们自由冲突的情况下提供有用的指导，而且其模糊性被资本主义意识形态理论家们滥用。在《政治经济入门》和《经济正义与民主》两本书里，汉内尔对米尔顿·弗里德曼（《资本主义与自由》）等人的的主流经济概念提出了批判。汉内尔说:「弗里德曼说人们应该控制自己的经济生活。该构思的第一个毛病是，它把所有有关的问题解决归结到建立一个没有具体说明的产权制度上......第二个毛病,弗里德曼和其他资本主义的拥护者虽然鼓吹经济自由，他们很少说什么是好或坏的产权制度......他们完全没有讨论发展一个评价产权分布好坏的标准  」。

### 消费者和生产者协会
一个参与型经济中，经济决策需要靠有很多人参加的消费者、生产者协会来实施。这相当于劳动者委员会. 
建一个儿童游戏场这类的地方决策，可以由本城本区的消费者协会，在与全城甚至全国的生产者协会协调后做出。事关全国的决定，比如建一个高速大规模交通系统，则要由全国消费者协会、与材料来源地、全国甚至国际的生产者协会协调决定。
生产者协会大概要对应于各个工作场所的协会。各个工作场所协会从小到大，按照地域结构逐步组织起来。

### 努力和牺牲决定报酬
参与型经济的提倡者们认为：根据个人的出身、财产或智力情况决定报酬是不公平和无效的。他们建议经济奖励应该以个人做出的努力和牺牲为原则。所以，从事危险、不舒服而且没有权力的矿工应该比坐办公室的小时工资要高。这样可以减少个人做矿工的时间，从而把高危险和艰苦的工作劳动分散给更多的人。
上述原则需要给予人们一定的豁免余地。 参与型经济建议：对不能工作的残障人士、儿童、老年人、病人和在合法过渡情况中的工作者，可以根据需要支付报酬。然而，参与型经济学假设每个成人在收取报酬的同时有为社会做有益工作的义务，前提是社会提供个人免费医疗、教育、技能培训、和自由选择平衡的就业工作。
所有劳动者的工资起点是全社会产品公私产品的消费权平均分配。在这个起点上，考虑到个人消费嗜好不同，私人支出和公共产品和服务的消费量会反映劳动者个人在平衡工作和消闲时间上的选择，同时反映别人对他们工作努力程度的评价。 

## 对经济规划的意见和反复校正
每个规划期开始，一个校正调解委员会以去年的数据为指导，预计的社会边际机会成本、最终所有商品、服务、资本货物、自然资源和各类劳动，宣布"参考价格"。以此为指导，社会成员提出个人消费建议，并参与制定街道、区、城市和联邦一级的消费建议。与此同时，劳动者协会、工业协会和生产组织作出关于本组织产出和所需投入的提议。   调解委员会将据此计算超出的需求或者供给，调整为每个最终产品或服务的参考价格。每个消费者和工作者协会参考新价格重新修订建议。如此反复校正，直到达成一个公认可行的，供求平衡的计划。
调解委员会应当按照极端透明的原则运行，只有在相关协会的指导下作有限调解的权力。真正决定制订和实施计划，要在消费者与生产者的协会之间进行。 

### 就业复杂性
实际情况中总有一些任务和工作比别的更舒适、更有权力。为了实现公平分配劳动，参与型经济建议每个人从事一套不同的工作组合，在舒适和权力程度上达到平均水平。 例如,一个人在上述调解委员会干了一年之后，可能回到钢铁厂或选择一个其他环境较差的场合工作一年。这样他的总工资和其他人一样，而且保证不会有协调人员的特权阶级出现。

## 参与型经济和其他经济体系的比较

### 市场经济对另类经济的反对意见
自由市场和理性选择理论学者等认为,任何非市场经济的办法都不能提供足够的经济诱因。例如，米尔顿·弗里德曼说除了市场经济他不认为有任何因素能随着时代进步刺激生产创新；而且靠中央计划来猜测商品和服务的需求和价值是非常困难的，不如让价格自由浮动靠市场决定。然而，参与型经济并不属于中央计划的经济体制。
评论家们还认为，对参与型经济的来说，奖励的问题不止上述。如果根据个人的努力和牺牲而不是根据产量支付报酬的话，单个劳动者很可能为了报酬而想方设法显得努力，甚至不惜带来减产。 整个劳动单位的情况也一样，因为多产不一定多得。这样，除非校正调解委员会建立强制的生产目标（例如在前苏联），全社会的劳动生产力将再度下降。 第三个问题是灰色市场和黑市的存在。如果个人不能在现有经济体制内大大提高他们的生活质量，其消费需要不能得到消费者和生产者协会批准的话没，他们将把主要精力转向灰色和黑色市场经济上。 
参与型经济学家阿尔伯特认为，无论从道义还是经济诱因方面考虑，人所得到的经济报酬只能基于其有益的努力和牺牲...数额应反映支出的努力,而非产品价值。 弗里德曼和许多微观经济学家不同意这个说法，认为工资的价值应反映劳动增加的价值和劳动者的技能；否则社会很难吸引人去做需要高等技能的工作比如医生、律师、工程师、建筑师、甚至演员。因此,他们的结论是,参与型经济的奖励结构，将导致社会主要产低技术含量的工作，加上很少的劣质医生、工程师等。

### 参与型经济的反驳
在信息诱因方面，汉内尔主张参与型经济不是中心规划经济：「两者的决策程序和奖励制度都完全不同。最重要的是它与激励机制相容：『参与者有如实举报的动机，而不是谎称自己的能力或喜好』」。汉内尔还详细讨论了参与型经济和资本主义经济在鼓励创新方面的对比：所谓创新结果往往是累积创新的成就，一般不能合理地归于某个人。在资本主义经济中、专利法、知识产权、行业结构、市场进入障碍从体制上保障了少数人收取不成比例的高报酬，同时确保新技术和技术行业的缓慢分散。个人的分散技术和新技术的出现缓慢。汉内尔指出,与此相反，『参与型经济内的所有革新将被立即提供给所有企业，所以不会有任何静态效率损失』」。
阿尔伯特和汉内尔同时也对中央计划经济理论和实践进行了详尽批判。但他们认为，尽管中央计划经济的实践结果实在差劲，这也不能证明资本主义体系的优秀。对资本主义汉内尔概括为:「资本主义加剧了偏见，尽管能量巨大却是有史以来最不平等的经济体系，不符合经济和政治民主。在当代自由市场经济占上风的时候，很有必要对其组织一个清醒评价，一对一地回应弗里德曼 」。
参与型经济研究者们认为上述泛泛批评错误的原因之一是，和历史上的中央计划经济实例相反，参与型经济提倡用价格信息及其调整来反映成本与效益的有机组成。汉内尔强烈反对弗里德曼从先验角度否认另类解决的可能：
弗里德曼的证明是先假设一个最好的协调经济活动方法。他说，「只有两个方法有能力协调价值百万元的经济活动：使用强制方法的中央指挥和自愿合作的市场手段。...参与型经济允许所有参与经济活动的人与受后果影响成比例地分享决策权」。因为采用的手段是参与计划而不是市场，弗里德曼就狡辩说这一定属于“强制的中央指挥”。如果看了第8、9章之后你发现参与计划显然不是通过强制的中央指挥，那么即使你不喜欢这个方案，也得承认弗里德曼“只有两个方法”的声明是错的。

### 对市场的批判
参与型经济研究者认为市场经济是不公正和低效率的一个主要原因是：一次典型的市场交易只考虑买卖双方的直接利益，其他可能受到后果影响的人却没有发言权。买卖酒、烟草一类高度致瘾的物品，有利于卖方，也有利于买方 （至少在短期内）的利益。由于这个交易带来的社会问题、医疗等代价却主要由交易外的其他人来负担。同样，当汽车厂家用造成污染的工业程序大规模生产、分配和销售使用化石燃料的车辆，环境污染和自然资源（经济学上的共有资源）枯竭的代价也是由交易之外的社会来承担。致瘾物和汽车的市场价格并不包括这些经济学上称为外部效应的额外代价。额外代价相当大的话，市场经济的参与者们无论怎么计算也不可能再提高经济的效率，因为这种情况下市场价格根本不能准确反映机会成本。
和参与型经济相反，主流经济学认为，外部效应的问题能在很大程度上用Pigovian税（对具有外部效应的产品和服务加税）解决。如果把税定为税后成本正好等于产品的社会成本、生产费用与外部效用之和，那么该产品的生产会趋向于社会最佳水平。主流经济理论普遍倾向淡化负面的外部效应。据汉内尔观察：「越来越多的主流外经济学家质疑这个假设，越来越多由怀疑倾向的人敢于提出：显著的外部效用可能是普遍存在的。如E. K. Hunt所说，外部效应是普遍而不是个别，所以市场经济（除了善意的看不见的手）还有一只恶意的“看不见的脚” ，踢着我们遵循与社会最佳效率不一致的生产结果」。 
阿尔伯特和汉内尔认为在市场经济体制中解决环境污染问题，使用Pigovian税（有些时候作为绿色税收出现）或者发放污染许可，比用强迫命令控制要好得多。不过,在美国大学教生态经济学的汉内尔认为,在市场经济中可以预见企业将尽量避免"污染者付费原则"，把自己的污染负担转嫁到消费者头上。在奖励方面,这有积极的一面，因为这会使消费者认识到"脏"消费的实际价格。然而，这种税制也有倒退的一面：税收研究表明：最后污染代价有很大一部分由穷人承担。“换句话说, 与累进税相反，许多污染税会造成严重的经济不平等”。
因此汉内尔建议污染税应与社会保障税等的减少挂钩。最后，他辩称Pigovian税加上市场经济学家提出的其他相关补救措施，还是没有从份解决外部效应的问题。他认为这些做法不能达到精确的社会成本评估: 
对污染的市场经济纠正，只会导致产生最有效的污染量，和污染者付费原则的满足--如果税率与污染受害人受害程度相符的话。但市场缺乏对污染者和污染受害人的激励因素，所以没有可靠的办法计对污染者合适的税率。在污染者和污染受害者之间产权模糊的问题、众多受害者间的免费搭车问题、很多不同程度轻度受害者之间维持有效联盟的交易成本问题、 综合起来导致市场体系不能从受害者一方取得准确信息，即使取得也不能采取有效措施。 

其他人辩解说， 有时候市场提供了非常有效的估计污染税方法，如果没有了一个以市场为基础的解决，人们就很难取得足够信息来估计外部效应。一个靠市场解决的方法是美国环保署在90年代采取的拍卖"污染许可证"，（参见Tim Harford的书《卧底经济学家》）。环保署的问题是：除了发电厂，没人知道降低硫排放的成本到底多高；而发电厂因为缺乏经济激励，又不会如实相告。环保署不知道该收多少污染税，于是就决定把外部效应变成一个公开拍卖的“二氧化硫排放权”，发电厂必须购买与其排放相应的排放权。结果，环保署发现拍卖的价格出奇的低--说明降低硫排放的成本比先前估计要少得多。 这个过程中，环保署不是试图估计二氧化硫对环境污染的经济价格，而是定一个可以允许的二氧化硫总量，然后让市场去决定其实现价格。

### 对私有人产权和公司的批判
参与型经济的提倡者说，资本主义制度的基础是私人所有制，赋予每个人随心所欲处置其财产的权利。然而有些处置决定却可能对别人产生预料之外的影响。
这个概念延伸到公司财产。公司非自然人，没有生死，因此有能力把自己的权力和影响无限继承下去。在19世纪末20世纪初的一系列法律方面革命造就了和公民同等权利的公司法人概念。
同时,每个公司都有自己的一套业主（自然人或法人），有权对公司随心所欲，而外人则没有对其进行干涉的法律依据。市场经济学家们也承认，不是所有消费者都可以通过买卖其产品、服务甚至股票来影响一个公司的运行。参与型经济的倡导者们进一步指出，即使这种影响也是有限的，而且消费者的集体组织在市场环境中难于实现。国家为了大众利益而出面干涉更是不大可能的--他们举经济世上的例子证明实际往往是倒过来：大公司依靠其庞大的经济力量，通过游说立法和政策干涉国家政府的决定来实现自己的利益，而且经常通过贿赂和为支持自己的政治家花巨额资金竞选造势。例如通用汽车公司有口号声称“对通用好的就是对美国好”。更甚者有财团支持的政变，虽然弗里德曼声称大规模的公司影响只有在国家严重干扰经济的情况下才可能发生。
参与型经济的倡导者们认为，这类公司追求权力、以权谋私行为对广大社会成员是不利的。

## 和其他社会主义运动的比较
参与型经济的主张者说，其四大要素必须在一切讨论和决策过程中实现最低的等级区分和最高的透明度。这种经济模式旨在消除经济决策中的秘密，鼓励友好合作和相互支持。
虽然参与型经济学属于左翼和无政府主义者的政治传统，它被形容为特别避免了少数智力精英或者“管理者阶层”的出现--这类阶层被认为是20世纪共产主义国家经济落入的陷阱。然而，这种“工作场所的民主”自我管理的草根民主制度是由世界产业工人首创的。
参与型经济本身并不旨在提供全面的政治制度，但其实际执行则显然取决于相应的政治制度。虽然参与型经济中把许多生产和消费变得地区化，该制度本身并不排除规模经济. 
目前有少数几个工作场所是按照类似参与型经济的原则组织的：
- South End Press, （波士顿出版社）
- Z Magazine, （进步杂志）
- The Old Market Autonomous Zone （综合商用建筑）
- The NewStandard,（ 网上新闻中心）

## 外在资料

### 网页链接
- 正式网址（大部分为英文）
- 為甚麼選擇另類出路？甚麼是另類出路？作者：Michael Albert 及 Robin Hahnel（中文,PDF）
- Vancouver Participatory Economics Collective（页面存档备份，存于）
- A Marxist critique of Parecon
- Participatory Economy and Inclusive Democracy - A critique
- Audio material regarding Participatory Economics
- Capitalism and Parecon: A Comparison
- The Parecon wiki
- An online debate between David Schweickart and Michael Albert
- Industrial Workers of the World（页面存档备份，存于） (Wobblies)
- Labor Commission of the Socialist Party USA
- （页面存档备份，存于） Parecon Worker CO-OP using decentralised networks and Free Software
- [永久] Creating global tools for Parecon/Free Software Usage

### 书刊杂志
下面很多出版物在网上也可以找到。
- A Quiet Revolution In Welfare Economics, Albert and Hahnel, Princeton University Press, 1990. (Available online)
- Looking Forward: Participatory Economics for the Twenty First Century, Albert and Hahnel, South End Press, 1991. (Available online)
- The Political Economy of Participatory Economics, Albert and Hahnel, Princeton University Press, 1991. (Available online)
- Moving Forward: Program for a Participatory Economy, Albert, AK Press, 1997.
- Parecon: Life After Capitalism, Albert, Verso Books, 2003 (Available online)
- Economic Justice And Democracy: From Competition To Cooperation （页面存档备份，存于）, Hahnel, Routledge, 2005
- Realizing Hope: Life Beyond Capitalism, Albert, Zed Press, 2006